# Rémi Bertellin
Rémi Bertellin (* 9. Februar 1994 in Frankreich) ist ein französischer American-Football-Spieler auf der Position des Wide Receivers. Er spielte College Football für die kanadische McGill University in Montréal.

## Werdegang

### Jugend
Bertellin begann 2007 mit dem American Football. In der Jugend spielte er für die Météores Fontenay-sous-Bois auf verschiedenen Positionen. 2011 wurde er mit den Météores französischer Juniorenmeister. Bei der American-Football-Europameisterschaft der Junioren 2011 stand er als Runningback und Punter im Kader der französischen Nationalmannschaft, mit der er Vize-Junioreneuropameister wurde. Als Kicker und Punter wurde er in das All-Star Team des Turniers gewählt. Ein Jahr später war er Backup-Quarterback, Punter sowie Wide Receiver der Franzosen bei der IFAF U-19-Juniorenweltmeisterschaft in Austin. Nach Niederlagen gegen Japan und Samoa sowie einem Sieg gegen Schweden beendeten die Franzosen das Turnier auf dem sechsten Rang. Im Jahr 2013 war er erneut Teil des französischen Kaders bei der American-Football-Europameisterschaft der Junioren 2013 in Köln und Düsseldorf. Im Gegensatz zum Verein, wo er bei den Senioren als Receiver sowie bei den Junioren als Runningback eingesetzt wurde, spielte er im Nationalteam als Quarterback. Wie 2011 verloren die Franzosen gegen Österreich das Finale.
2014 verpflichtete sich Bertellin für die McGill University im kanadischen Montréal. In seiner ersten Saison bei den Redbirds kam er bereits in allen acht Spielen zum Einsatz, wenngleich er vorrangig als Punter in Erscheinung trat. In seinem zweiten Jahr fing Bertellin 24 Pässe für 354 Yards und einen Touchdown. Darüber hinaus nahm er auch als Kick Returner, Punter und Kicker am Spielgeschehen teil. In der Saison 2017 riss sich Bertellin das Kreuzband, weshalb er 2018 für eine fünfte Saison zu den Redbirds zurückkehrte.

### Herren
2015 nahm er für Frankreich an der Weltmeisterschaft teil. Zur Premierensaison der European League of Football (ELF) 2021 wurde Bertellin von den Barcelona Dragons unter Cheftrainer Adam Rita verpflichtet. Bertellin entwickelte sich hinter Jéan Constant zum zweitbesten Receiver der Dragons und war darüber hinaus als Holder im Einsatz. In der achten Spielwoche fing Bertellin beim Heimspiel gegen die Cologne Centurions acht Pässe für 271 Yards und einen Touchdown und trug so erheblich zum 60:51-Sieg bei. Mit 750 Receiving Yards lag er nach Saisonende auf dem vierten Rang in dieser Statistik. Daher wurde er in das ELF All Star Team berufen, welches gegen eine US-Auswahl antrat. Im Oktober war er Teil des 45er-Kaders der französischen Nationalmannschaft im Spiel um Platz drei der American-Football-Europameisterschaft 2021 gegen Finnland.
2022 lief Bertellin für die Thonon Black Panthers in der französischen Division Élite auf. Sie unterlagen im Finale um die französische Meisterschaft den Flash La Courneuve. Zur Saison 2023 wurde Bertellin vom neu gegründeten ELF-Franchise Paris Musketeers verpflichtet.

## Statistiken
| Jahr                                                                                    | Team                  | Spiele | Receiving | Receiving | Receiving | Receiving | Receiving | Returning | Returning | Returning | Returning | Punting | Punting | Punting | Punting | Punting |
| Jahr                                                                                    | Team                  | Spiele | Rec       | Yds       | Avg       | TD        | Lng       | KR        | Yds       | Avg       | TD        | Pun     | Yds     | Avg     | TB      | I20     |
| --------------------------------------------------------------------------------------- | --------------------- | ------ | --------- | --------- | --------- | --------- | --------- | --------- | --------- | --------- | --------- | ------- | ------- | ------- | ------- | ------- |
| Kanadischer College Football                                                            |                       |        |           |           |           |           |           |           |           |           |           |         |         |         |         |         |
| 2014                                                                                    | McGill University     | 08     | 07        | 1.105     | 15,0      | 1         | 37        | —         | —         | —         | —         | 23      | 0767    | 33,3    | 1       | 02      |
| 2015                                                                                    | McGill University     | 08     | 24        | 1.354     | 14,8      | 1         | 36        | 15        | 285       | 19,0      | 0         | 17      | 0666    | 39,2    | 0       | 05      |
| 2016                                                                                    | McGill University     | 05     | 10        | 1.159     | 15,9      | 0         | 44        | 01        | 003       | 03,0      | 0         | 13      | 0442    | 34,0    | 0       | 03      |
| 2017                                                                                    | McGill University     | 02     | 11        | 1.174     | 15,8      | 2         | 29        | 05        | 091       | 18,2      | 0         | 10      | 0366    | 36,6    | 0       | 02      |
| 2018                                                                                    | McGill University     | 08     | 13        | 1.220     | 16,9      | 2         | 37        | —         | —         | —         | —         | —       | —       | —       | —       | —       |
| College Gesamt                                                                          | College Gesamt        | 30     | 65        | 1.012     | 15,6      | 6         | 44        | 21        | 379       | 18,0      | 0         | 63      | 2241    | 35,6    | 1       | 12      |
| European League of Football                                                             |                       |        |           |           |           |           |           |           |           |           |           |         |         |         |         |         |
| 2021                                                                                    | Barcelona Dragons     | 09     | 47        | 1.750     | 16,0      | 07        | 78        | 03        | 60        | 20,0      | 0         | 01      | 021     | 21,0    | 0       | 01      |
| 2023                                                                                    | Paris Musketeers      | 12     | 40        | 1.608     | 15,2      | 05        | 57        | —         | —         | —         | —         | 12      | 448     | 37,3    | 2       | 03      |
| ELF Gesamt                                                                              | ELF Gesamt            | 21     | 87        | 1.358     | 15,6      | 12        | 78        | 03        | 60        | 20,0      | 0         | 13      | 469     | 36,1    | 2       | 04      |
| Championnat Élite de Football Américain                                                 |                       |        |           |           |           |           |           |           |           |           |           |         |         |         |         |         |
| 2022                                                                                    | Thonon Black Panthers | 7      | 17        | 1.181     | 17,5      | 3         | 29        | 7         | 25        | 410       | 0         | —       | —       | —       | —       | —       |
| Élite Gesamt                                                                            | Élite Gesamt          | 7      | 17        | 1.181     | 17,5      | 3         | 29        | 7         | 25        | 410       | 0         | 0       | 0       | 0       | 0       | 0       |
| Quellen: rseq-stats.ca, sportetudiant-stats.com, sportsmetrics.football, fandefootus.fr |                       |        |           |           |           |           |           |           |           |           |           |         |         |         |         |         |

## Privates
Bertellin besuchte das Lycée Pablo Picasso. Er studierte anschließend an der McGill University in Montréal sowie am EFREI in Paris Ökonomie.